# Stora Bergtjärnen, Ångermanland
Stora Bergtjärnen är en sjö i Örnsköldsviks kommun i Ångermanland och ingår i Husåns huvudavrinningsområde.